# Ванесса Ленгіс
Ванесса Ленгіс (англ. Vanessa Lengies; нар. 21 липня 1985, Монреаль, Квебек, Канада) — канадська актриса.

## Кар'єра
З 1996 року Ленгіс зіграла близько 50 ролей у кіно і на телебаченні, зокрема в епізодах таких серіалів, як «8 простих правил», «Та, що говорить з привидами», «Місячне світло», «Медіум», «CSI: Місце злочину Маямі», «Правила спільного життя», «Касл», фільмах «Очікування», «Ідеальний чоловік», «Бунтарка» та інших.
Найбільшу популярність актрисі принесли ролі Ванж у фантастичному серіалі «Чи боїшся ти темряви?» (1999—2000), Роксанн Божарскі в серіалі «Американські мрії» (2002—2005), Келлі Епсон в медичній драмі «Сестра Готорн» (2009—2011), Шугар Мотта в драмеді «Хор» (2011—2010) у кримінальній науково-фантастичній драмі «Другий шанс» (2016).
Ленгіс — номінантка на премії «Молодий актор» (2001, 2003, 2004), Teen Choice Awards (2004) та премію Гільдії кіноакторів (2013).

## Фільмографія
| Рік       |    | Українська назва              | Оригінальна назва                               | Роль                     |
| --------- | -- | ----------------------------- | ----------------------------------------------- | ------------------------ |
| 1996—2006 | мс | Артур                         | Arthur                                          | Емілі                    |
| 1997      | с  | Лессі                         | Lassie                                          | Чариті                   |
| 1997—1999 | мс | Миша сільська і миша міська   | The Country Mouse and the City Mouse Adventures | різні персонажі          |
| 1998      | мф | —                             | The Tale of the Great Bunny                     | Эбигейл                  |
| 1998—2001 | с  | —                             | Radio Active                                    | Сара Лі                  |
| 1999      | мс | Черепашка Лулу                | The Little Lulu Show                            | Енні                     |
| 1999—2000 | с  | Чи боїшся ти темряви?         | Are You Afraid of the Dark?                     | Ванж                     |
| 2000      | тф | Ідеальні женихи               | Ratz                                            | Марсі Корнбалм           |
| 2000      | мс | Каю                           | Caillou                                         | мальчик / дівчинка       |
| 2000—2001 | мс | —                             | For Better or for Worse                         | Елізабет Паттерсон       |
| 2002—2005 | с  | Американські мрії             | American Dreams                                 | Роксана Божарські        |
| 2005      | с  | 8 простих правил              | 8 Simple Rules                                  | Моніка                   |
| 2005      | ф  | Ідеальний чоловік             | The Perfect Man                                 | Емі Перл                 |
| 2005      | ф  | Велика жратва                 | Waiting…                                        | Наташа                   |
| 2006      | ф  | —                             | The Substance of Things Hoped For               | Дафні                    |
| 2006      | с  | Та, що розмовляє з привидами  | Ghost Whisperer                                 | Кейтлін Емерсон          |
| 2006      | ф  | Бунтарка                      | Stick it                                        | Джоанн Чаріс             |
| 2006      | тф | —                             | Split Decision                                  | Ешлі                     |
| 2006      | с  | Королівська бухта             | Monarch Cove                                    | Софія Престон            |
| 2007      | с  | Місячне світло                | Moonlight                                       | Лені Хейс                |
| 2007      | тф | —                             | Untitled David Kohan/Max Mutchnick TV Project   | Тесса                    |
| 2008      | тф | —                             | Squeegees                                       | Енні Гакетт              |
| 2008      | с  | Чистильник                    | The Cleaner                                     | Лоллі                    |
| 2008      | ф  | —                             | Foreign Exchange                                | Робін                    |
| 2008      | ф  | Екстремальне кіно             | Extreme Movie                                   | Карла                    |
| 2009      | ф  | Моє самогубство               | My Suicide                                      | Меллорі                  |
| 2009      | в  | Велика жратва 2               | Still Waiting…                                  | Наташа                   |
| 2009      | с  | Медіум                        | Medium                                          | Зоуї Леман               |
| 2009      | тф | —                             | This Might Hurt                                 | Лілі Бердсол             |
| 2009—2011 | с  | Сестра Готорн                 | Hawthorne                                       | Келлі Епсон              |
| 2010      | с  | Навмисна випадковість         | Accidentally on Purpose                         | Трейсі                   |
| 2010      | с  | C.S.I.: Місце злочину Маямі   | CSI: Miami                                      | Шіа Вільямсон            |
| 2010      | с  | Правила спільного життя       | Rules of Engagement                             | Джулія                   |
| 2011      | с  | Касл                          | Castle                                          | Елайза Вінтер            |
| 2011—2015 | с  | Хор                           | Glee                                            | Шугар Мотта              |
| 2012—2013 | с  | —                             | MyMusic                                         | Локо Уно                 |
| 2014      | с  | Правила змішування            | Mixology                                        | Кейсі                    |
| 2014      | с  | —                             | Llama Cop                                       | доктор Крістен Рейнольдс |
| 2015      | с  | Куратори гуртожитку           | Resident Advisors                               | Марісса                  |
| 2015      | ф  | 128 ударів серця за хвилину   | We Are Your Friends                             | Мел                      |
| 2016      | с  | Другий шанс                   | Second Chance                                   | Алекса                   |
| 2016      | с  | Об'їзд                        | The Detour                                      | Елф                      |
| 2016      | ф  | З днем народження             | Happy Birthday                                  | Кеті Елізондо            |
| 2016—2017 | мс | Пригоди винахідників          | The Freemaker Adventures                        | Корді Фрімейкер          |
| 2018      | с  | —                             | I.R.L.                                          | Кетрін ван Ріхер         |
| 2019      | ф  | —                             | I’d Like to Be Alone Now                        | Ліза                     |
| 2019      | ф  | Безсмертний                   | Immortal                                        | Алекс                    |
| 2019      | ф  | —                             | Married Young                                   | Талія                    |
| 2019      | тф | —                             | The Naughty List                                | Челсі Сіммс              |
| 2020      | тф | Серце Різдва                  | The Christmas Heart                             | Сем Воллас               |
| 2021      | с  | Тернер і Хуч                  | Turner & Hooch                                  | Еріка Мунір              |
| 2022      | с  | Різдво в країні іграшок       | Christmas in Toyland                            | Чарлі Сойєр              |
| 2023      | с  | Правдива брехня               | True Lies                                       | інженер Квінн            |
| 2023      | ф  | Візьми мене з собою на Різдво | Take Me Back for Christmas                      | Рене                     |